# Metro Ligero 1 (Metro de Madrid)

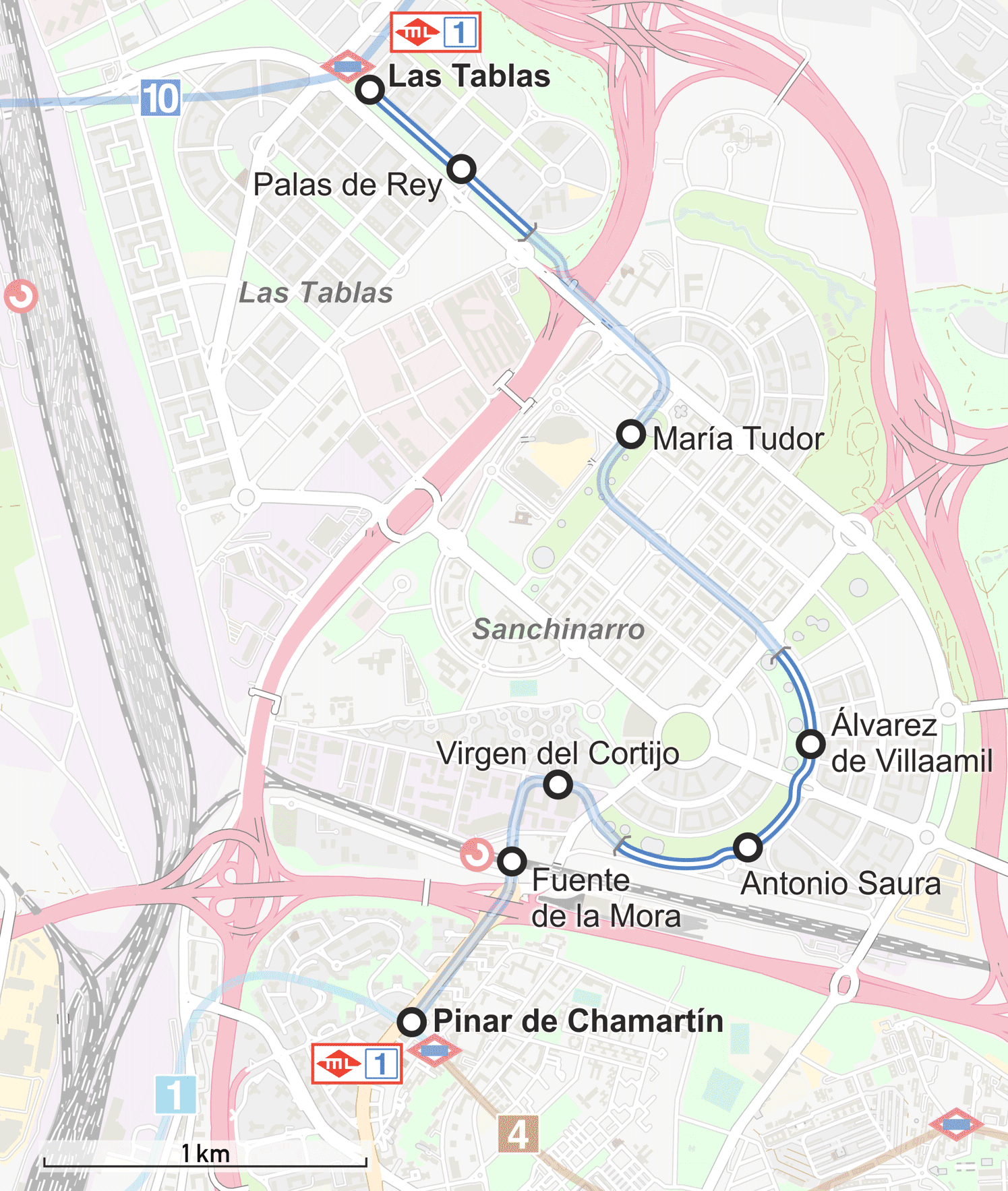
Metro Ligero 2

A Metro Ligero 1  do Metro de Madrid é um linha de metro ligeiro pertencente ao sistema metroviário que atende a capital espanhola.
Tem uma extensão de 5,395 km, e conta com 9 estações.
Foi inaugurado em 24 de maio de 2007.

## Ligação externa
- «Sítio oficial»